# Dálnice M100 (Maďarsko)
Dálnice M100 (dříve známá jako dálnice R11) v Maďarsku je plánovanou komunikací v centrální části státu, severozápadně od Budapešti. V průběhu času vznikly minimálně dva koncepty trasy a délky této rychlostní komunikace. 
- Kratší verze počítá s propojením města Ostřihom s dálnicí M1, délka komunikace by byla přibližně 40 km. Severní část u Ostřihomi by variantě mohla být komunikací M10. V Ostřihomi by vznikl nový most přes Dunaj a silnice by se napojila na slovenskou silniční síť.
- Delší varianta začíná též v Ostřihomi, ale má délku přibližně 126 km a představuje pomyslný vnější dálniční obchvat hlavního města. Silnice by tak křižovala většinu dálnic a rychlostních komunikací vycházejících z Budapešti a to (proti směru hodinových ručiček): M1, M7, M6, M5, M4. Bude muset dvakrát překročit Dunaj (říční ramena, která vytvářejí ostrov Csepel u Ráckeve).

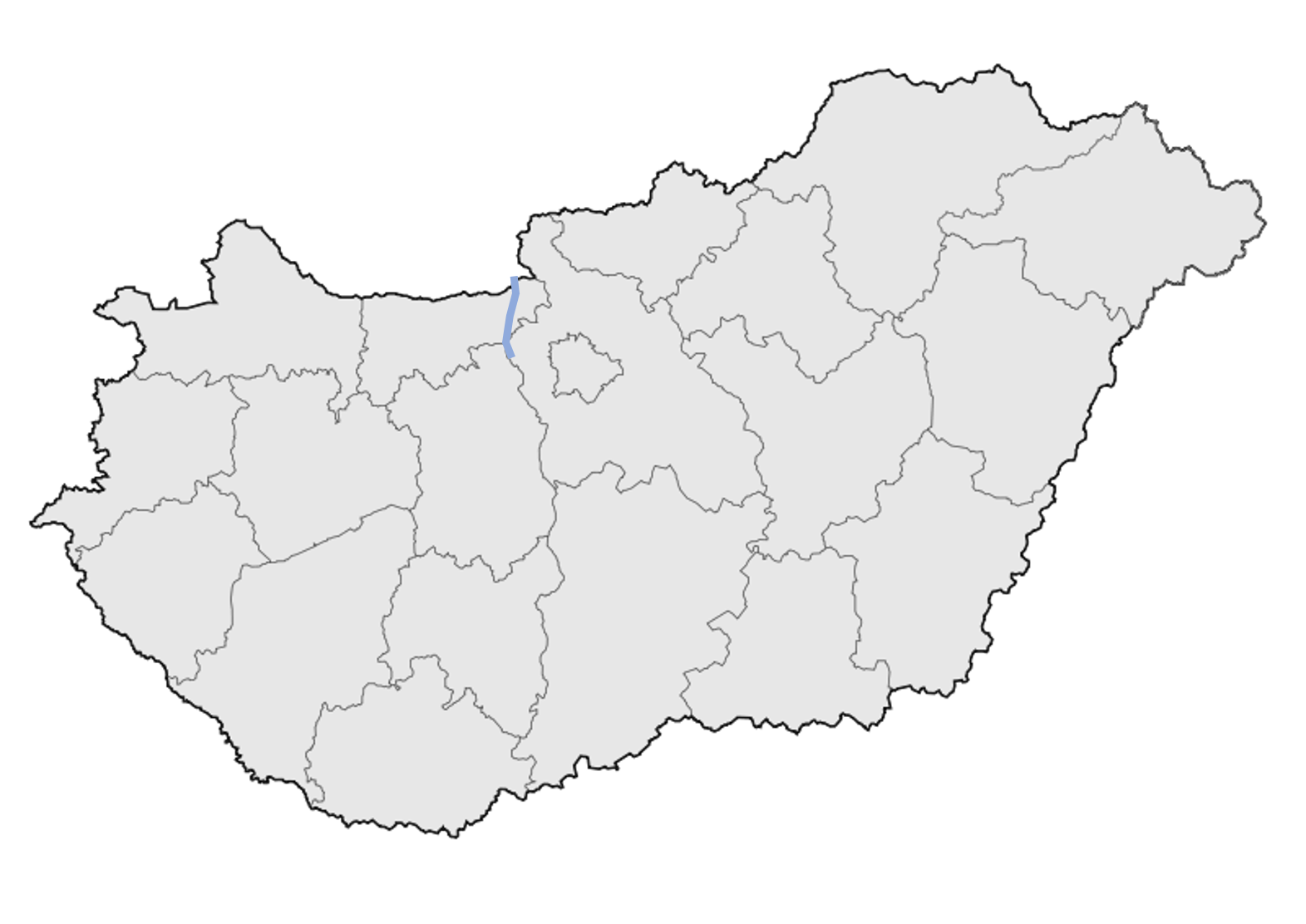
Kratší varianta řešení